# Guy Grantham

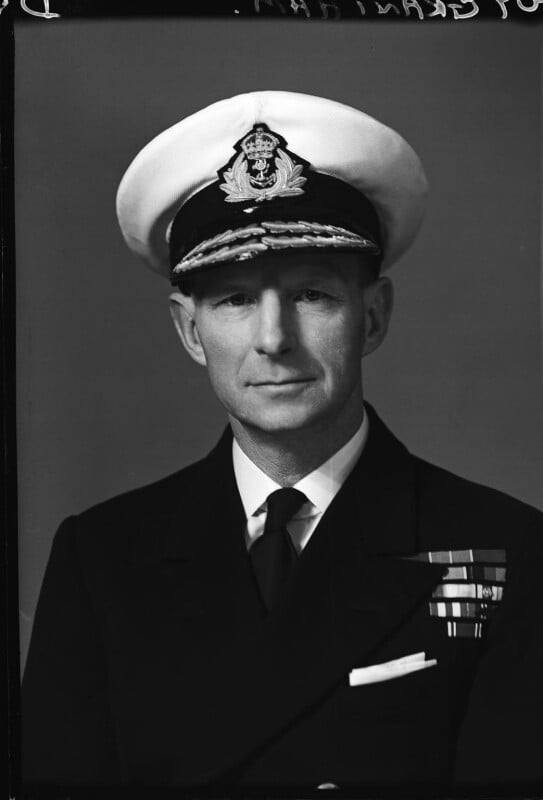
Sir Guy Grantham, 1950

Sir Guy Grantham, GCB, CBE, DSO (* 9. Januar 1900 in Roman Bank, Skegness, Lincolnshire; † 8. September 1992 in North Lodge, Syston Park, Barkston, Lincolnshire) war ein britischer Seeoffizier und zuletzt Admiral, der unter anderem zwischen 1954 und 1957 Oberkommandierender der Mittelmeerflotte (Commander-in-Chief, Mediterranean Fleet) und von 1957 bis 1959 Oberkommandierender der Marinebasis Portsmouth (Commander-in-Chief, Portsmouth) war. Er fungierte zudem zwischen 1959 und 1962 Gouverneur von Malta.

## Leben

### Ausbildung zum Seeoffizier

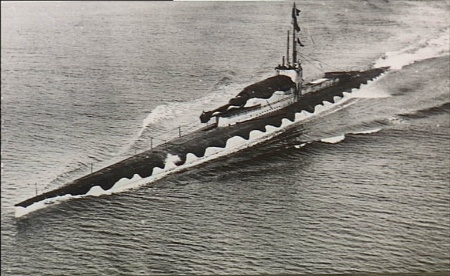
Guy Grantham gehörte 1923 zur Besatzung des riesigen U-Bootes HMS M.1, das mit einer 12-Zoll-Kanone bewaffnet war.

Guy Grantham, einziger Sohn des Landbesitzers und Farmers Charles Fred Grantham und dessen Ehefrau Jane Marian Hildred Grantham, besuchte zwischen 1914 und 1918 die renommierte Rugby School, bevor er im Juni 1918 als Special Entry Cadet am Royal Naval College Osborne in die Royal Navy eintrat. Er diente zuerst als Midshipman auf dem Schlachtschiff Monarch und dann als Sub-Lieutenant an Bord der königlichen Yacht Victoria and Albert sowie auf dem Schlachtkreuzer New Zealand, dem Flaggschiff des Admirals der Flotte, John Jellicoe, 1. Viscount Jellicoe. Er trat 1923 dem U-Boot-Dienst bei und sein erstes U-Boot war die riesige M1, die mit einer 12-Zoll-Kanone bewaffnet war. Er kehrte 1927 in den allgemeinen Dienst auf dem Schlachtkreuzer Hood zurück, bevor er 1931 als Flussoffizier für Segeln an das Royal Naval College in Dartmouth ging. Er kehrte 1933 zu den U-Boot-Verbänden zurück und war nacheinander Kommandant des U-Bootes L56 und Regent. Nach der vorzeitigen Beförderung zum Kapitän zur See (Captain) 1937 trat er dem Stab von Admiral Sir Dudley Pound bei, dem Oberbefehlshaber der Mittelmeerflotte. Als Pound 1939 Erster Seelord wurde, ging Grantham zur Admiralität und fungierte zwischen Juni 1939 und Mai 1940 Marineassistent des Ersten Seelords (Naval Assistant to First Sea Lord).

### Zweiter Weltkrieg

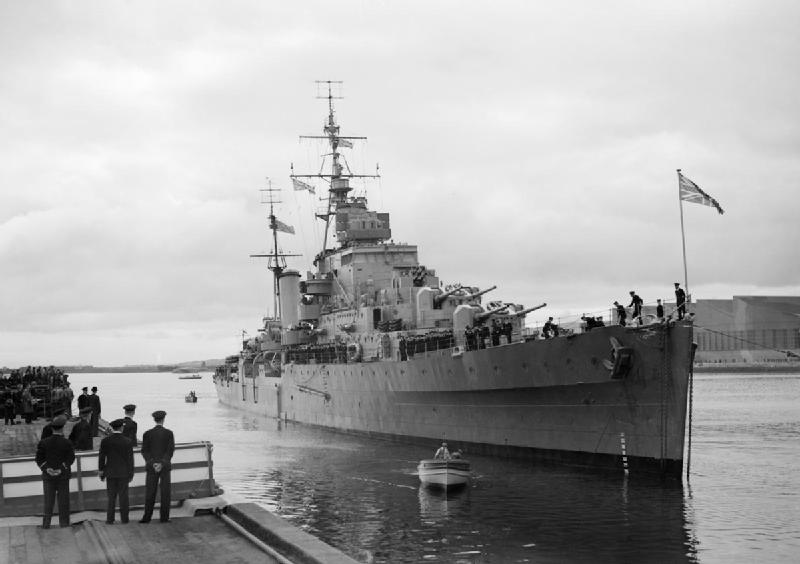
Im Juni 1940 wurde Kapitän zur See Grantham Kommandant (Commanding Officer) des Flugabwehrkreuzers Phoebe.

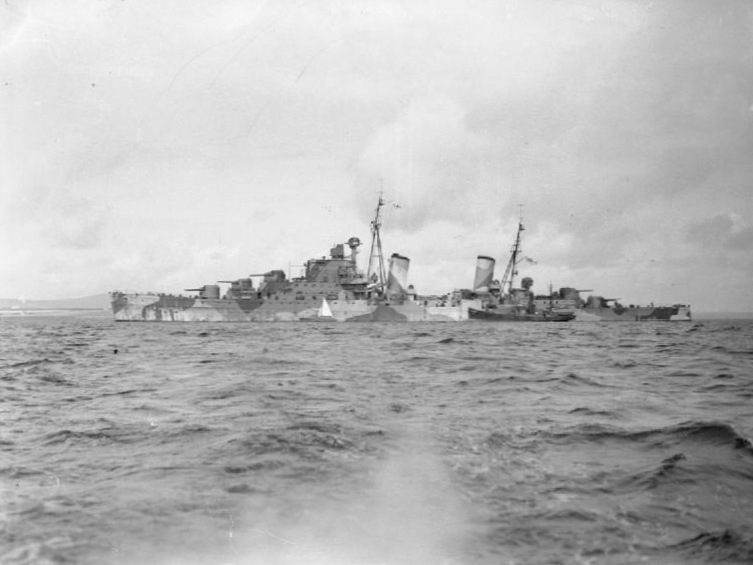
Im Februar 1942 übernahm er den Posten als Kommandant des Leichten Kreuzers Naiad, die am 11. März 1942 von U 565 versenkt wurde.

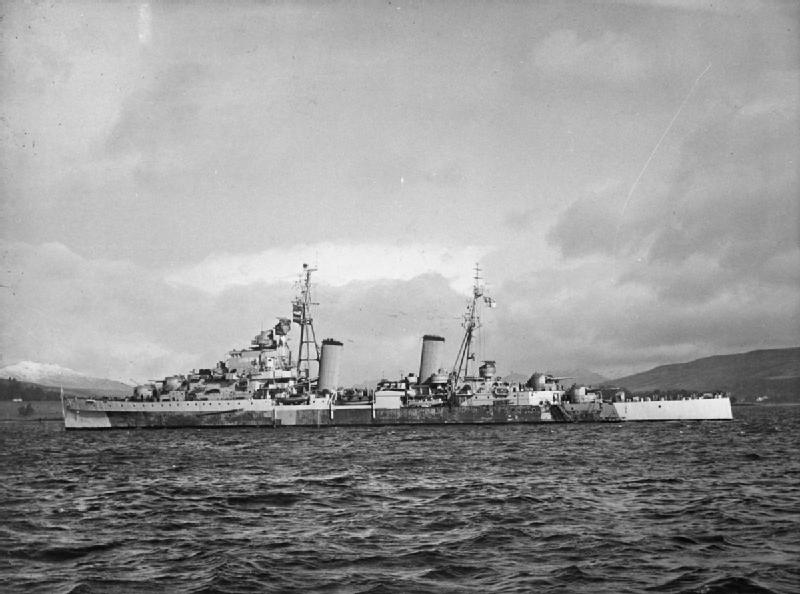
Als Kommandant des Kreuzers Cleopatra nahm Grantham am 22. März 1942 am Zweiten Seegefecht im Golf von Syrte teil.

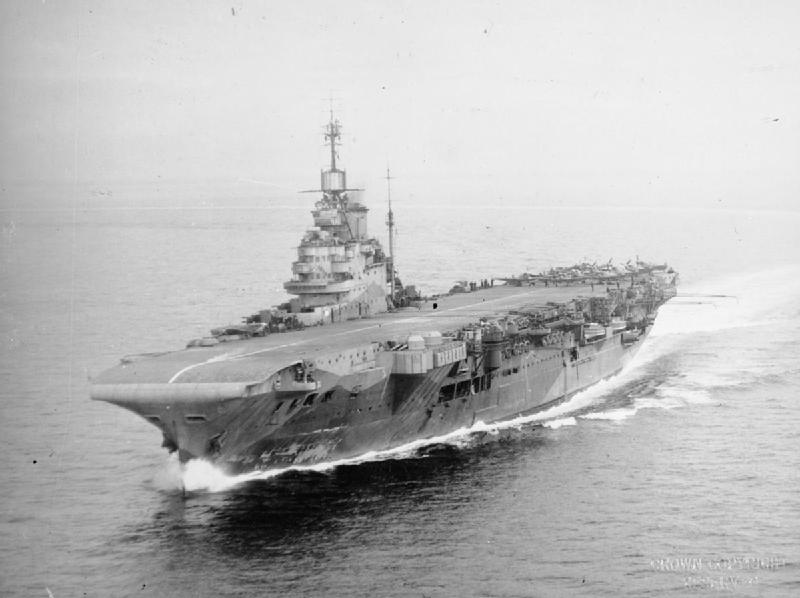
Guy Grantham war zwischen Dezember 1942 und August 1943 Kommandant des Flugzeugträgers Indomitable.

Im Juni 1940 wurde Kapitän zur See Grantham Kommandant (Commanding Officer) des Flugabwehrkreuzers Phoebe und verblieb in dieser Funktion bis September 1941. Die HMS Phoebe diente zunächst in der Heimatflotte und dann in der Mittelmeerflotte, wo sie Tausende von Soldaten bei der Evakuierung der Armee aus Griechenland im April 1941 und dann aus Kreta im Mai abholte. Für seine Verdienste an der Evakuierung aus Nafplio in Griechenland am 24. April 1941 wurde ihm der Distinguished Service Order (DSO) verliehen. Im August 1941 wurde die HMS Phoebe auf der Flucht nach Tobruk von einem Lufttorpedo getroffen und so schwer beschädigt, dass sie zur Reparatur nach Amerika geschickt wurde. Er wurde dann von Admiral Sir Andrew Cunningham als Marine-Verbindungsoffizier zu seinem Bruder, General Sir Alan Cunningham, der die Achte Armee befehligte, entsandt und für seine Dienste in der westlichen Wüste im Kriegsbericht erwähnt (Mentioned in dispatches).
Im Februar 1942 übernahm er den Posten als Kommandant des Leichten Kreuzers Naiad und wurde zugleich Flaggkapitän und Chef des Stabes von Konteradmiral Sir Philip Vian, der das 15. Kreuzergeschwader befehligte. Als die Naiad am 11. März 1942 nach Alexandria zurückkehrte, wurde sie von U 565 von der Hafeneinfahrt torpediert und sank in zwanzig Minuten. Grantham hatte keinen Rettungsring, da er mit seinen Versuchen, das Schiff zu retten, beschäftigt war. Vian und Grantham wurden eine halbe Stunde später von Zerstörern abgeholt, beide kalt und ölig. Er war am Ende seiner Kräfte und ziemlich erschöpft. Von Hinterbliebenenurlaub war jedoch keine Rede.
Drei Tage später wurde er im März 1942 Kommandant des Kreuzers Cleopatra und war auch dort bis Oktober 1942 wiederum Flaggkapitän von Konteradmiral Vian. Am 22. März 1942 nahm die Cleopatra an einer der berühmtesten Seeschlachten des Krieges teil, bekannt als Zweites Seegefecht im Golf von Syrte, als leichte Kreuzer und Zerstörer unter Vian einen Konvoi nach Malta gegen eine viel stärkere italienische Streitmacht verteidigten, darunter schwere Kreuzer und das Schlachtschiff Littorio. Von ihren viel größeren und schwereren bewaffneten Gegnern überhaupt nicht beeindruckt, nutzten Vians Schiffe geschickt wie zu Nelsons Zeiten die Wetteranzeige und legten Nebelwände, durch die sie vorrückten, um mit Kanonen und Torpedos anzugreifen. Auf dem Höhepunkt der Aktion wurde Brücke der Cleopatra von einer 6-Zoll-Granate getroffen, die Grantham direkt auf sich zukommen sah. Es traf die gegenüberliegende Ecke der Brücke, wo Vian normalerweise stand, aber zum Glück war er gerade zum Kartenhaus gegangen. Grantham entkam, aber ein Offizier und vierzehn Männer wurden getötet. Einige Schiffe außer der Cleopatra wurden beschädigt, aber sie hielten den Feind bis zum Einbruch der Dunkelheit zurück, als der Konvoi seine Flucht durchführte. Für seine Verdienste im Zweiten Seegefecht im Golf von Syrte wurde er zum Companion des Order of the Bath (CB) ernannt.
Im Anschluss war Guy Grantham zwischen Dezember 1942 und August 1943 Kommandant des Flugzeugträgers Indomitable und ging zuletzt erneut ins Mittelmeer, um Luftschutz für die Operation Husky, die Invasion Siziliens im Juli 1943, bereitzustellen. Nachdem die Indomitable durch einen Lufttorpedo beschädigt worden war, wurde er auf den Kreuzer Euryalus versetzt, um wieder als Chef des Stabes von Konteradmiral Vian an der Operation Avalanche, der Landung im Golf von Salerno am 9. September 1943 teilzunehmen. Für seine dortigen Verdienste wurde er zum zweiten Mal im Kriegsbericht erwähnt.
Danach ging er wieder zur Admiralität und fungierte von April 1944 bis Januar 1946 als Leiter der Planungsabteilung der Marine (Director of Naval Plans). Er nahm im Stab von Admiral Sir Andrew Cunningham, der Admiral Sir Dudley Pound als Erster Seelord abgelöst hatte, an der Zweiten Québec-Konferenz (12. bis 16. September 1944), der Konferenz von Jalta (4. bis 11. Februar 1945) und der Potsdamer Konferenz (17. Juli bis 2. August 1945) teil. Für seine Verdienste wurde er 1946 zum Commander des Order of the British Empire (CBE) ernannt.

### Nachkriegszeit und Aufstieg zum Admiral

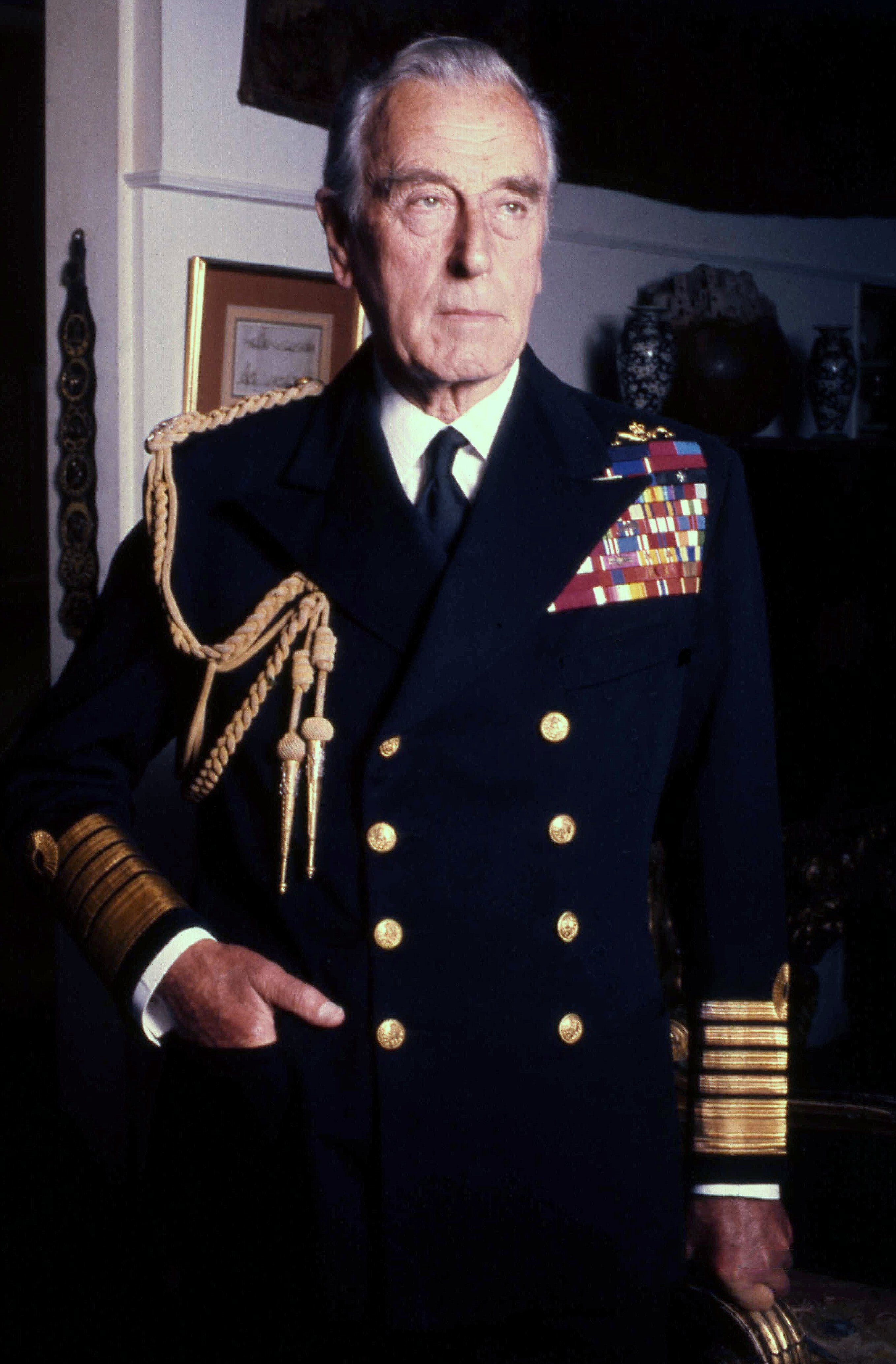
Admiral Louis Mountbatten, 1. Earl Mountbatten of Burma, von dem Admiral Sir Guy Grantham im Dezember 1954 den Posten als Oberkommandierender der Mittelmeerflotte (Commander-in-Chief, Mediterranean Fleet) übernahm.

Im März 1946 wurde Grantham im Rang eines Kommodore (Commodore) Chef des Stabes der Mittelmeerflotte (Chief of Staff, Mediterranean Fleet) und verblieb auf diesem Posten bis März 1948. Im Juli 1947 erfolgte dort seine Beförderung zum Konteradmiral (Rear-Admiral). Im Anschluss fungierte er als Nachfolger von Konteradmiral Sir John Mansfield zwischen August 1948 und seiner Ablösung durch Konteradmiral Sydney Raw im Januar 1950 als Flaggoffizier und Kommandeur der U-Boot-Verbände (Flag Officer / Rear-Admiral, Submarines). Im April 1950 wurde er nach seiner Beförderung zum Vizeadmiral (Vice-Admiral) Flaggoffizier der Marinefliegerverbände und Stellvertretender Oberkommandierender der Mittelmeerflotte (Flag Officer, Air and Second-in-Command, Mediterranean Fleet) und hatte dieses Kommando bis November 1951 inne. Kurz zuvor kehrte er zur Admiralität zurück und übernahm dort als Nachfolger von Vizeadmiral Sir George Creasy den Posten als Vizechef des Marinestabes (Vice-Chief of the Naval Staff). Nach dem Regierungswechsel im Oktober 1951 wurde Duncan Sandys Minister für militärisches Beschaffungswesen (Minister of Supply) im dritten Kabinett Churchill, und die Finanzen und die traditionelle Rolle der Marine wurden heftig angegriffen. Es fiel Grantham zu, für die Marine zu kämpfen – mit nur teilweisem Erfolg, obwohl es wahrscheinlich niemand hätte besser machen können. Am 5. Juni 1952 wurde er zum Knight Commander des militärischen Zweiges des Order of the Bath (KCB) geschlagen, so dass er fortan den Namenszusatz „Sir“ führt. Er war ein begnadeter Reiter und einer der fünf Admirale, die mit unterschiedlichem Können in der Krönungsprozession von 1953 ritten. Ferner wurde er 1953 zum Admiral befördert und im April 1954 von Vizeadmiral Sir William Wellclose Davis als Vize-Chef des Marinestabes abgelöst.
Im Dezember 1954 übernahm Admiral Sir Guy Grantham von Admiral Louis Mountbatten, 1. Earl Mountbatten of Burma den Posten als Oberkommandierender der Mittelmeerflotte (Commander-in-Chief, Mediterranean Fleet) und verblieb auf diesem Posten bis Januar 1957, woraufhin Admiral Sir Ralph Alan Bevan Edwards ihn ablöste. Er war zugleich Oberbefehlshaber der alliierten Streitkräfte der NATO im Mittelmeerraum. Grantham hätte 1955 Erster Seelord werden können, aber die hochrangigen Admirale glaubten, dass die Marine damals um ihre Existenz kämpfte, und stattdessen wurde der angesehenere Earl Mountbatten als Erster Seelord gewählt. Am 31. Mai 1956 wurde er zum Knight Grand Cross des militärischen Zweiges des Order of the Bath (GCB) erhoben. Im Juli 1956 verstaatlichte der ägyptische Präsident Gamal Abdel Nasser den Suezkanal. Hätten Großbritannien und Frankreich sofort militärische Maßnahmen ergriffen, wäre die Weltöffentlichkeit vielleicht auf ihrer Seite gewesen. Aber es brauchte Zeit, um die notwendigen Kräfte zusammenzustellen, der Angriffsplan wurde geändert, und erst im Oktober 1956 wurde die Operation Musketeer, der Angriff auf Port Said, gestartet. Es war ein militärischer Erfolg, aber ein politisches Desaster.
Im Juli 1957 wurde Grantham wieder als Nachfolger von Admiral Sir George Creasy Oberkommandierender der Marinebasis Portsmouth (Commander-in-Chief, Portsmouth) und hisste seine Flagge zum ersten Mal auf dem Periskop eines U-Bootes in Gosport. Er bekleidete dieses Amt bis März 1959 und wurde daraufhin von Admiral Sir Manley Laurence Power abgelöst. Er war ferner von 1958 bis 1959 Erster Marine-Adjutant (First and Principal Naval Aide-de-Camp) von Königin Elisabeth II. Im nächsten Jahr, als Earl Mountbatten Chef des Verteidigungsstabes (Chief of the Defence Staff) werden sollte, hätte Grantham wieder Erster Seelord werden können. Wieder ging der Posten woanders hin – an Admiral Sir Charles Lambe, einen Freund und Vertrauten von Mountbatten. Grantham zeigte oder drückte nie Enttäuschung aus.

### Gouverneur von Malta, weitere Ehrenämter und Würdigung
Grantham trat in den Ruhestand, um am 13. Februar 1959 als Nachfolger von Generalmajor Sir Robert Laycock Gouverneur von Malta und Oberkommandierender der dortigen Streitkräfte (Governor and Commander-in-Chief Malta) zu werden. Er war damit der erste Marineoffizier, der dieses Amt seit Sir Alexander Ball im Jahr 1800 innehatte. Er kam mitten in einer politischen Krise an. Premierminister Dom Mintoff von der Partit Laburista war gerade wegen eines britischen Vorschlags für die Zukunft der Insel zurückgetreten. Grantham musste faktisch und dem Namen nach bis 1962 regieren, als die Partit Nazzjonalista von Ġorġ Borg Olivier die Parlamentswahlen gewann. Sein Nachfolger als Gouverneur wurde am 2. Juli 1062 Sir Maurice Henry Dorman.
Später engagierte sich Sir Guy Grantham von 1963 bis 1970 als stellvertretender Vorsitzender der Commonwealth War Graves Commission, eine Einrichtung, die in Zusammenarbeit mit der Regierung des Vereinigten Königreichs für die Errichtung, Bebauung und Betreuung der britischen Soldatenfriedhöfe in den Ländern des Commonwealth of Nations verantwortlich ist, und fungierte ferner zwischen 1964 und 1992 als Gouverneur des Corps of Commissionaires, eine britische Sicherheitsfirma mit regionalen Niederlassungen in ganz Großbritannien. Darüber hinaus war er ein Laienkanoniker der Kathedrale von Portsmouth. Aus seiner 1934 geschlossenen Ehe mit Beryl Marjorie Mackintosh-Walker († 1991), Tochter von T. C. B. Mackintosh-Walker aus Geddes, Nairn, Schottland, gingen zwei Töchter hervor. Er starb am 8. September 1992 in North Lodge, Syston Park, Barkston, Lincolnshire, an einem Herzinfarkt.
„Es ist schwierig, eine Beschreibung zu schreiben, die Grantham gerecht wird, ohne überschwänglich zu sein“ (‚It is difficult to write, without being fulsome, a description which would do Grantham justice‘), schrieb Vian in seinen Memoiren. „Er ist und war schon immer ein sehr vollkommener Ritter, ohne Angst und ohne Vorwurf“ (‚He is, and always has been, a very perfect knight, without fear and without reproach‘) Doch Guy Grantham hatte eine bemerkenswert unheldenhafte, bescheidene, etwas schulmeisterliche Art, tatsächlich war er manchmal als „Granny Grantham“ bekannt. Die Tochter eines Admirals sagte über ihn: „Guy gehört zur Familie. Man sieht ihn in seinen Gummistiefeln sonntagmorgens mit Gemüse, das er zum Mittagessen ausgegraben hat, an der Hintertür vorbeikommen“ („Guy is family. You can see him in his wellington boots calling at the back door on Sunday morning with vegetables he has dug up for lunch“).

## Hintergrundliteratur
- P. Vian: Action this day: a war memoir, 1960